# Turquia a la Copa del Món de futbol
Aquest és el registre dels resultats de Turquia a la Copa del Món. Turquia no n'ha estat mai campiona, i ha arribat a quedar tercera classificada, el 2002.

## Resum d'actuacions
Campions      Finalistes      Tercers      Quarts
Un requadre vermell indica que eren amfitrions del campionat.
| Historial a la Copa del Món | Historial a la Copa del Món  | Historial a la Copa del Món  | Historial a la Copa del Món  | Historial a la Copa del Món  | Historial a la Copa del Món  | Historial a la Copa del Món  | Historial a la Copa del Món  | Historial a la Copa del Món  |
| Edició                      | Ronda                        | Posició                      | PJ                           | PG                           | PE                           | PP                           | GF                           | GC                           |
| --------------------------- | ---------------------------- | ---------------------------- | ---------------------------- | ---------------------------- | ---------------------------- | ---------------------------- | ---------------------------- | ---------------------------- |
| 1930                        | No hi participà              | No hi participà              | No hi participà              | No hi participà              | No hi participà              | No hi participà              | No hi participà              | No hi participà              |
| 1934                        | Es retirà                    | Es retirà                    | Es retirà                    | Es retirà                    | Es retirà                    | Es retirà                    | Es retirà                    | Es retirà                    |
| 1938                        | No hi participà              | No hi participà              | No hi participà              | No hi participà              | No hi participà              | No hi participà              | No hi participà              | No hi participà              |
| 1950                        | Classificada, però es retirà | Classificada, però es retirà | Classificada, però es retirà | Classificada, però es retirà | Classificada, però es retirà | Classificada, però es retirà | Classificada, però es retirà | Classificada, però es retirà |
| 1954                        | Primera fase                 | 9s                           | 3                            | 1                            | 0                            | 2                            | 10                           | 11                           |
| 1958                        | Retirada                     | Retirada                     | Retirada                     | Retirada                     | Retirada                     | Retirada                     | Retirada                     | Retirada                     |
| 1962                        | No es classificà             | No es classificà             | No es classificà             | No es classificà             | No es classificà             | No es classificà             | No es classificà             | No es classificà             |
| 1966                        | No es classificà             | No es classificà             | No es classificà             | No es classificà             | No es classificà             | No es classificà             | No es classificà             | No es classificà             |
| 1970                        | No es classificà             | No es classificà             | No es classificà             | No es classificà             | No es classificà             | No es classificà             | No es classificà             | No es classificà             |
| 1974                        | No es classificà             | No es classificà             | No es classificà             | No es classificà             | No es classificà             | No es classificà             | No es classificà             | No es classificà             |
| 1978                        | No es classificà             | No es classificà             | No es classificà             | No es classificà             | No es classificà             | No es classificà             | No es classificà             | No es classificà             |
| 1982                        | No es classificà             | No es classificà             | No es classificà             | No es classificà             | No es classificà             | No es classificà             | No es classificà             | No es classificà             |
| 1986                        | No es classificà             | No es classificà             | No es classificà             | No es classificà             | No es classificà             | No es classificà             | No es classificà             | No es classificà             |
| 1990                        | No es classificà             | No es classificà             | No es classificà             | No es classificà             | No es classificà             | No es classificà             | No es classificà             | No es classificà             |
| 1994                        | No es classificà             | No es classificà             | No es classificà             | No es classificà             | No es classificà             | No es classificà             | No es classificà             | No es classificà             |
| 1998                        | No es classificà             | No es classificà             | No es classificà             | No es classificà             | No es classificà             | No es classificà             | No es classificà             | No es classificà             |
| 2002                        | Tercer lloc                  | 3s                           | 7                            | 4                            | 1                            | 2                            | 10                           | 6                            |
| 2006                        | No es classificà             | No es classificà             | No es classificà             | No es classificà             | No es classificà             | No es classificà             | No es classificà             | No es classificà             |
| 2010                        | No es classificà             | No es classificà             | No es classificà             | No es classificà             | No es classificà             | No es classificà             | No es classificà             | No es classificà             |
| 2014                        | No es classificà             | No es classificà             | No es classificà             | No es classificà             | No es classificà             | No es classificà             | No es classificà             | No es classificà             |
| 2018                        | No es classificà             | No es classificà             | No es classificà             | No es classificà             | No es classificà             | No es classificà             | No es classificà             | No es classificà             |
| 2022                        | No es classificà             | No es classificà             | No es classificà             | No es classificà             | No es classificà             | No es classificà             | No es classificà             | No es classificà             |
| 2026                        | Pendent                      | Pendent                      | Pendent                      | Pendent                      | Pendent                      | Pendent                      | Pendent                      | Pendent                      |
| 2030                        | Pendent                      | Pendent                      | Pendent                      | Pendent                      | Pendent                      | Pendent                      | Pendent                      | Pendent                      |
| 2034                        | Pendent                      | Pendent                      | Pendent                      | Pendent                      | Pendent                      | Pendent                      | Pendent                      | Pendent                      |
| Total                       | Tercer lloc                  | Tercer lloc                  | 10                           | 5                            | 1                            | 4                            | 20                           | 17                           |

## Suïssa 1954

### Primera fase: Grup 2
| Pos | Equip               | PJ | PG | PE | PP | GF | GC | DG  | Pts | Classificació                         |
| --- | ------------------- | -- | -- | -- | -- | -- | -- | --- | --- | ------------------------------------- |
| 1   | Hongria             | 2  | 2  | 0  | 0  | 17 | 3  | +14 | 4   | Avança a la segona fase               |
| 2   | Alemanya Occidental | 2  | 1  | 0  | 1  | 7  | 9  | −2  | 2   | Van disputar un partit pel segon lloc |
| 3   | Turquia             | 2  | 1  | 0  | 1  | 8  | 4  | +4  | 2   | Van disputar un partit pel segon lloc |
| 4   | Corea del Sud       | 2  | 0  | 0  | 2  | 0  | 16 | −16 | 0   |                                       |

| Alemanya Occidental                                   | 4–1     | Turquia |
| ----------------------------------------------------- | ------- | ------- |
| Schäfer 14' · Klodt 52' · O. Walter 60' · Morlock 84' | Informe | Suat 2' |

| Turquia                                                      | 7–0     | Corea del Sud |
| ------------------------------------------------------------ | ------- | ------------- |
| Suat 10', 30' · Lefter 24' · Burhan 37', 64', 70' · Erol 76' | Informe |               |

Partit pel segon lloc:
| Alemanya Occidental                                                     | 7–2     | Turquia                  |
| ----------------------------------------------------------------------- | ------- | ------------------------ |
| O. Walter 7' · Schäfer 12', 79' · Morlock 30', 60', 77' · F. Walter 62' | Informe | Mustafa 21' · Lefter 82' |